# Герберт Ойленберґ
Герберт Ойленберґ (нім. Herbert Eulenberg; 25 січня 1876, Кельн (Кельн-Мюльгайм) — 4 вересня 1949, Дюссельдорф (Кайзервальд)) — німецький письменник, поет та драматург.

## Життєпис
Герберт Ойленберґ народився в сім'ї магната, власника машинобудівного заводу в Мюльгейм-на-Рурі. Вивчав право в Берліні, Лейпцигу, Мюнхені та Бонні, з 1900 року — доктор юридичних наук. Займаючись адвокатською практикою в Опладене та Кельні, також в цей період проявляє себе як талановитий поет та драматург. З 1903 року Ойленберґ залишає роботу юриста, та починає карєру як драматург та вільний письменник в Берліні. 1905 року разом з Густавом Ліндеманном та актрисою Луїзою Дюмон переселяється в Дюссельдорф, де відкриває створений ними Будинок театру. Тут він працює драматургом та сценаристом до 1909 року. У 1911 році письменник був звинувачений у поширенні творів непристойного змісту, однак судовий процес проти нього провалився. А в 1913 році він пише драму «Белінда», за яку був нагороджений шиллерівської премією.
1920-ті роки Ойленберґ був одним з найбільш успішних драматургів Німеччини, його п'єси користувалися величезною популярністю на німецькій сцені. Ойленберґ — автор численних есе з різної тематики світу мистецтва, театру, літератури та музики, що публікуються в пресі Німеччини та Австрії. Займався також видавничою діяльністю. Був одним із засновників мистецького об'єднання Молодий Рейнланд, 1919 року в Дюссельдорфі.
1923 року письменник здійснює декілька поїздок на Близький Схід, до Північної Африки та США, виступає в Колумбійському університеті (перший німець після А. Ейнштейна). А в 1925—1926 роках виходить його збірка «Вибрані твори». Ойленберґ підтримує дружні і творчі стосунки з письменниками та літературними критиками Томасом Манном, Германом Гессе, і Стефан Цвейг, Франком Ведекинда, Герхарта Гауптманом, Герварт Вальденом, Франц Верфель; з художниками ЛОВИС Корінтія, Отто Дікс, Максом Пехштейн (всі троє писали його портрети), з композитором Ріхардом Штраусом та з акторами Хайнцем Рюманом, Генріхом Георге і Паулем Вегенером.
Після приходу до влади в Німеччині націонал-соціалістів драми Ойленберґа були зняті з постановок у театрах, його книги більше не друкувалися. Письменник, що зарекомендував себе як пацифіст та гуманіст, піддавався нападкам і образам у фашистській пресі («рудоволосий єврей»). Тільки великі та міцні зв'язки Ойленберґа в вищих культурних колах країни вберегли його від відправки в концтабір. У роки Другої світової війни письменник в Дюсельдорфській газеті «Der Mittag» зрідка під різними псевдонімами друкує невеликі статті. В цей же час він пише кілька драматичних творів на злободенні політичні теми. Після закінчення війни письменник співпрацює з низкою газет. 1948 — він, за свою біографію Генріха Гейне, нагороджується премією Генріха Гейне. У тому ж році стає почесним доктором мистецтв Боннського університету. 1949 — нагороджений Національною премією НДР. Помер внаслідок нещасного випадку.

## Нагороди
- 1912 премія фонду Петера-Вільгельма Мюллера
- 1913 Народна шиллерівської премія
- 1919 премія Віденського народного театру
- Тисяча дев'ятсот сорок шість почесний громадянин Дюссельдорфа
- 1948 премія Генріха Гейне, Гамбург
- 1949 Національна премія НДР

## Твори
- Alles um Geld. Ein Stück. Leipzig 1911
- Alles um Liebe. Eine Komödie. Leipzig 1910
- Anna Boleyn. Berlin 1920
- Anna Walewska. Eine Tragödie in 5 Akten. Berlin 1899
- Ausgewählte Werke in 5 Bänden. Band 1: Lyrische und dramatische Dichtungen, Band. 2: Dramen aus der Jugendzeit, Band 3: Dramen aus dem Mannesalter, Band 4: Schattenbilder und Lichtbilder, Band 5: Erzählende Werke. Stuttgart 1925
- Belinde. Ein Liebesstück in fünf Aufzügen. Leipzig 1913
- Brief eines Vaters unserer Zeit. In: PAN. 1. Jahrgang, Nr. 11, 1. April 1911, S. 358—363
- Bühnenbilder. Berlin 1924
- Das Buch vom Rheinland. München 1931
- Das Ende der Marienburg. Ein Akt aus der Geschichte. Stuttgart 1918
- Das grüne Haus. Ein Schauspiel. Meiningen 1921
- Der Bankrott Europas. Erzählungen aus unserer Zeit. 1919
- Der Frauentausch. Ein Spiel in fünf Aufzügen. Leipzig 1914
- Das Marienbild. in: Neue deutsche Erzähler. Band 1 (Max Brod u.a.) Paul Franke, Berlin o. J. (1930)
- Der Morgen nach Kunersdorf. Ein vaterländisches Stückchen. Leipzig 1914
- Der Mückentanz. Ein Spiel. Stuttgart 1922
- Der Übergang. Eine Tragödie. München 1920
- Deutsche Sonette. Leipzig 1910
- Die Familie Feuerbach. In Bildnissen. Stuttgart 1924
- Die Kunst in unserer Zeit. Eine Trauerrede an die deutsche Nation. Leipzig 1911
- Die letzten Wittelsbacher. Wien 1929
- Die Prä-Raphaeliten. Düsseldorf 1946
- Die Windmühle. Hamburg 1929
- Du darfst ehebrechen! Eine moralische Geschichte. Allen guten Ehemännern gewidmet. Berlin 1909
- Ein halber Held. Tragödie in fünf Aufzügen. Leipzig 1903
- Ein rheinisches Dichterleben. Bonn & Berlin 1927
- Erscheinungen. Stuttgart 1923
- Europa. Ein Hirtenstück aus der griechischen Sagenwelt (zwischen 1940 und 1944). Düsseldorf 1949
- Freundesworte. In: Leo Statz: Der Sillbund. Drei Eulen, Düsseldorf 1946, S. 11-20 (Nachruf auf den von den Nazis ermordeten Statz)
- Gefährliche Liebschaft. Düsseldorf 1947
- Glaube, Liebe, Hoffnung. Berlin 1942
- Glückliche Frauen. Hellerau 1929
- Heinrich Heine. Berlin 1947
- Ikarus und Daedalus. Ein Oratorium. Leipzig 1912
- Kassandra. Ein Drama. Berlin 1903
- Katinka die Fliege. Ein zeitgenössischer Roman. Leipzig 1911
- Leidenschaft. Trauerspiel in fünf Aufzügen. Leipzig 1901
- Letzte Bilder. Berlin 1915
- Liebesgeschichten. Leipzig 1922
- Mein Leben für die Bühne. Berlin 1919
- Meister der Frühe. Düsseldorf 1947
- Mensch und Meteor. Dresden 1925
- Mückentanz. Ein Spiel. Stuttgart 1922
- Münchhausen. Ein deutsches Schauspiel. Berlin 1900
- Nachsommer. Berlin 1942
- Neue Bilder. 1912
- Schattenbilder und Lichtbilder. Stuttgart 1926
- Schattenbilder. 20 Musikerportraits. Düsseldorf und Wien 1965
- Schattenbilder. Eine Fibel für Kulturbedürftige in Deutschland. Berlin 1910
- Schubert und die Frauen. Drei Eulen Verlag Düsseldorf 1946
- So war mein Leben. Düsseldorf 1948
- Sonderbare Geschichten. Leipzig 1910
- Um den Rhein. Berlin 1927
- Wir Zugvögel. Roman. Stuttgart 1923
- Zeitwende. Ein Schauspiel in fünf Akten. Leipzig 1914